# Elizabeth Barton
Pour les articles homonymes, voir Barton.
Elizabeth Barton (née vers 1506 dans le Kent et exécutée le 20 avril 1534 à Tyburn), connue comme la « Nonne du Kent » (The Nun of Kent), et la « jeune fille sainte de Londres » (The Holy Maid of London), ou encore la « sainte du Kent », est une religieuse anglaise.
Elle est célèbre pour avoir vivement critiqué Henri VIII pour la séparation de l'Église d'Angleterre de celle de Rome, à l'origine de l'anglicanisme.

## Biographie
Religieuse au couvent du Saint-Sépulcre à Canterbury, elle se donne pour prophétesse. Des hommes graves, entre autres l'évêque John Fisher, crurent à sa bonne foi.
Elle est une fervente partisane de l'Église catholique romaine pendant une période troublée de l'histoire de l'Angleterre, lorsque le roi Henri VIII se déclare chef de l'Église d'Angleterre dans le but de divorcer de sa femme Catherine d'Aragon et épouser Anne Boleyn. Le pape a interdit ce divorce, excommuniant Henri du même coup.
Elizabeth Barton prétend qu'elle recevait des messages de Dieu pendant ses crises d'épilepsie, prophétisant la mort du roi en six mois s'il se marie avec Anne Boleyn. Comme porte-parole de l'opposition contre les actions du roi, elle devient très célèbre à Londres et à travers toute l'Angleterre. Ses revendications sont soutenues par beaucoup de dirigeants de l'Église catholique. Les prophéties d'Elizabeth Barton se révélèrent néanmoins fausses, puisque Henri survécut près de quinze ans.
Elizabeth Barton est arrêtée en avril 1534 et pendue à Tyburn pour trahison.

## Source
Cet article comprend des extraits du Dictionnaire Bouillet. Il est possible de supprimer cette indication, si le texte reflète le savoir actuel sur ce thème, si les sources sont citées, s'il satisfait aux exigences linguistiques actuelles et s'il ne contient pas de propos qui vont à l'encontre des règles de neutralité de Wikipédia.